# Clitostethus arcuatus
Clitostethus arcuatus (лат.) — вид божьих коровок из подсемейства Coccidulinae. Взрослый жук длиной 1,2—14 мм. Тело короткоовальное. Надкрылья тёмно-жёлтые или коричневатые с чёрным рисунком, или чёрные с одним-двумя серповидными пятнами. Кормится тлями.

## Галерея

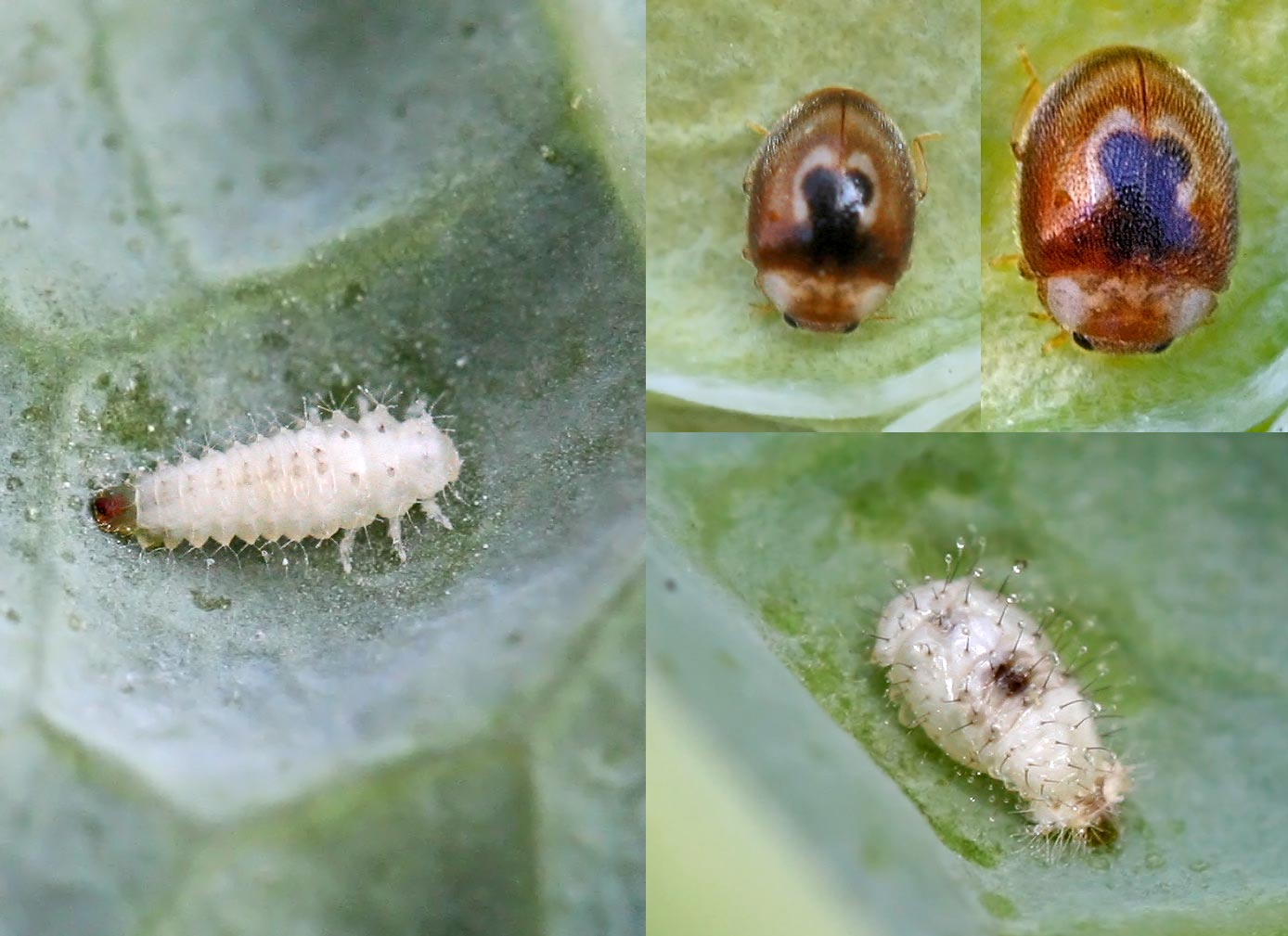
Личинки и имаго Clitostethus arcuatus